# Mabel Alvarez
Pour les articles homonymes, voir Alvarez.
Mabel Alvarez, née le 28 novembre 1891 à Oahu et morte le 13 mars 1985  à Los Angeles, était une peintre américaine.

## Biographie
Son père, Luis F. Alvarez (en), fut impliqué avec le Père Damien dans des recherches sur la lèpre; son frère, Walter C. Alvarez (en), deviendra médecin et écrivain; quant à son neveu, Luis Walter Alvarez, il obtiendra le prix Nobel de physique en 1968.
Jeune, Mabel Alvarez fut influencée par la lecture de Will Levington Comfort (en), qui épousait les idées de la théosophie et du mysticisme oriental. Dans les années 1920 et 1930, ses travaux seront fortement inspirés par le synchronisme de Stanton Macdonald-Wright (en) et de Morgan Russell.

## Source de la traduction
- (en) Cet article est partiellement ou en totalité issu de l’article de Wikipédia en anglais intitulé « Mabel Alvarez » (voir la liste des auteurs).